# Karl Föckerer
Karl Föckerer (* 21. Dezember 1814 in Vilshofen; † 18. Februar 1886 ebenda) war Gastwirt, Gutsbesitzer, Bürgermeister und Mitglied des Deutschen Reichstags.

## Leben
Föckerer besuchte zunächst die Volksschule in Vilshofen, dann die Lateinschule in Passau. Ab 1832 betrieb er die Gastwirtschaft „Zum Goldenen Ochsen“ in Vilshofen, ab 1875 war er ebendort Bürgermeister.
Bereits 1849 und dann von 1859 bis 1881 war er Mitglied der Bayerischen Kammer der Abgeordneten. Von 1874 bis 1877 vertrat er den Wahlkreis Mittelfranken 3 (Ansbach-Schwabach) für die Deutsche Fortschrittspartei im Deutschen Reichstag.